# برباشة
مرباشة بلدية بدائرة برباشة ولاية بجاية بالجزائر.

## مواضيع ذات صلة
- بلديات ولاية بجاية
- دوائر ولاية بجاية